# Sky Murder
Sky Murder è un film del 1940 diretto da George B. Seitz.

## Trama
Il detective Carter, passeggero in un aereo indaga sul ritrovamento di un cadavere a bordo del velivolo, una rifugiata tedesca è accusata del delitto ma le cose non sono come appaiono.